# Lago Ziern
El lago Ziern (en alemán: Ziernsee) es un lago situado al norte de la ciudad de Berlín, en el distrito rural de Alto Havel —junto a la frontera con el estado de Mecklemburgo-Pomerania Occidental—, en el estado de Brandeburgo (Alemania), a una altitud de 54.6 metros; tiene un área de 110 hectáreas.
El río Havel, proveniente del lago Ellbogen, cruza este lago, y se dirige hacia el lago Röblin.